# Please Hammer Don't Hurt 'Em
Please Hammer Don't Hurt 'Em è il secondo album di MC Hammer, pubblicato il 13 marzo 1990 dalla Capitol Records. L'album rimase al primo posto delle classifiche degli Stati Uniti per 21 settimane, soprattutto grazie al singolo "U Can't Touch This". L'album portò il pop rap ad un nuovo livello di popolarità. Fu il primo disco hip hop a vincere il disco di diamante per aver raggiunto la vendita di oltre 10 milioni di copie, e rimane ancora adesso uno degli album rap più venduti di tutti i tempi. Nonostante l'enorme successo, il disco ricevette molte critiche soprattutto per il frequente uso di campionamenti e per la sua tendenza alla musica pop.
Il 27 aprile 1990 l'album è certificato disco di platino dalla RIAA. Il 15 aprile del 1991, Please Hammer Don't Hurt 'Em diviene disco di diamante per le 10 milioni di unità vendute. L'album rap con più dischi venduti di sempre, con circa 30 milioni di dischi venduti in tutto il mondo. 
| Recensione           | Giudizio |
| -------------------- | -------- |
| AllMusic             | [ 9 ]    |
| Entertainment Weekly | A−       |
| RapReviews           | [ 11 ]   |
| Robert Christgau     | taglio   |
| Rolling Stone        | [ 13 ]   |

## Tracce
1. Here Comes the Hammer
2. U Can't Touch This
3. Have You Seen Her
4. Yo! Sweetness
5. Help the Children
6. On Your Face
7. Dancin' Machine
8. Pray
9. Crime Story
10. She's Soft and Wet
11. Black is Black
12. Let's Go Deeper
13. Work This